# Adolf Gregor Franz Schuch

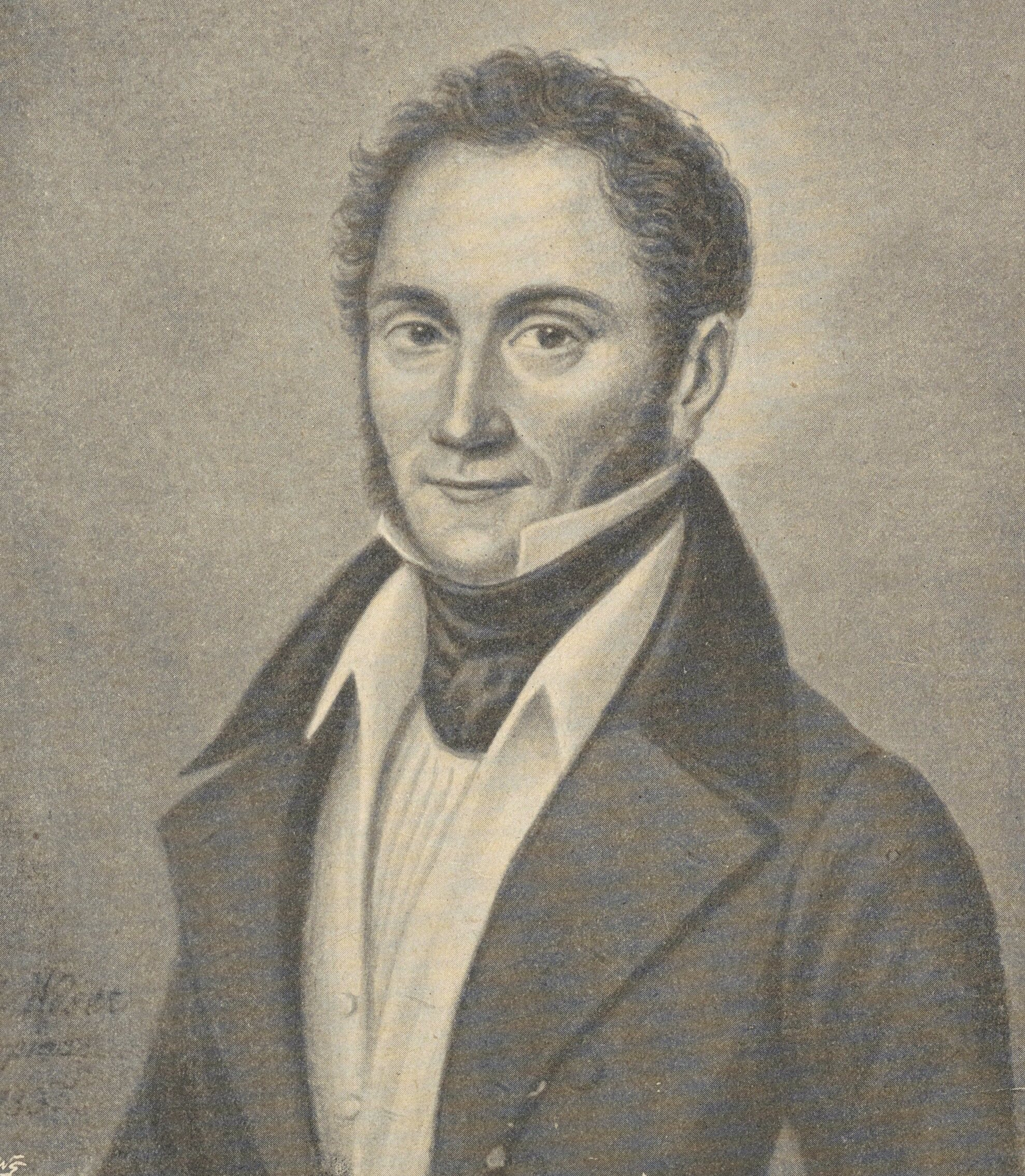

Adolf Gregor Franz Schuch, auch Adolf Schuch, polnisch Adolf Grzegorz Franciszek Szuch (* 16. Juni 1792 in Warschau; † 1880), war ein Architekt, der vor allem in Warschau bedeutende Bauten entwarf und realisierte.

## Leben
Adolf Schuch war der Sohn des deutschstämmigen, seit 1775 in Warschau wirkenden Landschaftsgestalters Johann Christian Schuch und der Ludwika (geborene Wolska). Er besuchte nach der Volksschule eine Ingenieur- und Artillerieschule und war zunächst am Bau der Festung Modlin bei Warschau beschäftigt. Ab 1817 absolvierte er ein Studium in Paris und reiste auf einer Italienreise nach Rom, Mailand und Florenz. Nach seiner Rückkehr nach Warschau im Jahr 1824 wurde er Baubeamter und später Baurat der Stadt. Er fertigte Pläne für das Hotel Krakowski in der Bielańska-Straße 7, für einige Wohnhäuser, für die Dampfmühle im Warschauer Stadtteil Solec oder Gebäude für die evangelische Kirchengemeinde. In der Zeit des Novemberaufstandes diente er als Oberleutnant der Artillerie in der Nationalgarde. Nach der Niederschlagung des Aufstands wurde sein Gutshof enteignet.
Er war mit Wiktoria Elżbieta (geborene Fukier) verheiratet, mit der er zwei Söhne hatte:
- Florian Adolf Dionizy Schuch
- Władysław Teofil Grzegorz Schuch

Zu den Enkeln und Urenkeln zählen
- Adolf Wiktor Schuch (1859–1908),[3] wurde ebenfalls Architekt[1]
  - Stanisław Grzegorz Schuch (1892–1982), ein Hippologe[4]
- Florian Ludwik Schuch (1861–1910)
  - Jan Schuch (1884–1941)
    - Tadeusz Florian Schuch (1912–1975)

## Bauwerke (Auswahl)
- Von 1823 bis 1825 Umbau des Warschauer Branicki-Palastes für Wincenty Lewinski
- 1825 bis 1833 war er an der Errichtung des Großen Theaters beteiligt
- 1829 Umbau des Mniszech-Palastes zur Handelskammer
- 1835 die Grabkapelle der Familie Halpert auf dem Evangelisch-Augsburgischen Friedhof
- Mietshaus „Istomina“ an der Ecke Nowy Świat 15/Aleje Jerozolimskie 2 (existiert nicht mehr)
- Mietshaus Szpitala św. Ducha an der Nowy Świat 41 (nach dem Zweiten Weltkrieg wiederaufgebaut)
- Gebäude an der Nowy Świat 43 (nach dem Krieg wiederaufgebaut)
- Mietshaus der Familie Mikulski an der Ecke Nowy Świat 53/Ulica Warecka 2/8 (nach dem Krieg wiederaufgebaut)